# アブドゥッラー1世
アブドゥッラー1世・ビン・アル＝フサイン（アラビア語: عبدالله الأول بن الحسين, ラテン文字転写: ʿAbdullāh al-Auwal bin al-Ḥusain、1882年2月 - 1951年7月20日）は、ヨルダンの初代国王（1921年4月11日 - 1951年7月20日）。
ヨルダンで発行されている5ディナール紙幣に肖像が使用されている。

## 生涯
メッカの大首長であるフサイン・イブン・アリーの次男としてメッカで誕生した。1916年のアラブ反乱に参加。1920年にシリアのダマスカスでのアラブ民族会議で初代イラク国王に、弟のファイサルは初代シリア国王に選出されるが、同年6月フランスのダマスカス占領及び弟のファイサルのシリアからの追放が起こり、これに対して、ファイサルのシリア王権を支持するために軍を率いて北上した。このためイギリスは、ファイサルにイラク王国を与え、アブドゥッラーについては、委任統治領パレスチナとなる予定の地域のうちヨルダン川東部の広大な乾燥地帯に「トランスヨルダン王国」の建国を認めると提案したために、アブドゥッラーはこれを受け入れ、トランスヨルダン国王となった。
アブドゥッラーはユダヤ人のシオニスト運動を歓迎していたとされる。1928年にはロンドンでハイム・ヴァイツマンと会い、ヨルダン川西岸のユダヤ人入植地を認める代わりにアミール（首長）の地位拡大を支持するよう頼んだとされる。
なお、ヨルダンは1927年に立憲君主国となるが、イギリスの保護下に置かれた。1946年に正式に独立国家となる。1947年にはアブドゥッラーは国際連合のパレスチナ分割決議を支持した唯一のアラブ国家指導者だった。
第一次中東戦争ではアラブ側の主力であるアラブ軍団を率いてアラブ連盟から全戦線を指揮する「全アラブ軍最高司令官」に任じられたが、サウジアラビアに奪われた故郷メッカの代わりに東エルサレムを征服することで新たなアラブの盟主になろうとしたアブドゥッラーの野心を恐れた各国の思惑によって形式的な権限に留まった。また、秘密裏にイスラエルと外交交渉を重ねていた。
1948年にはエリコ会議を開いて「パレスチナの王」になるも、他のアラブ諸国から民族自決に反するとして反発を招く。アブドゥッラーとイスラエルの接触を知り、ヨルダン川西岸を占領したヨルダンに対抗してガザに全パレスチナ政府を打ちたてたアミーン・フサイニーに送りこまれた過激派パレスチナ人ムスタファ・シュクリ・アシュ（Mustapha Shukri Usho）によって1951年7月20日、エルサレムを訪問中に暗殺された。遺体は本人の生前の希望により死没地であるアル＝アクサー・モスクに埋葬された。

## 家族
- 父： フサイン・イブン・アリー - メッカの大首長（在位：1908年 - 1916年）、ヒジャーズ王国の初代国王（在位：1916年 - 1924年）、カリフを自称（在位?：1924年）。
- 兄： アリー・イブン・フサイン（英語版） - ヒジャーズ王国の最後の国王（在位：1924年 - 1925年）。
- 弟： ファイサル・イブン・フサイン（ファイサル1世） - シリア・アラブ王国の初代国王（在位：1920年）、イラク王国の初代国王（在位：1921年 - 1933年）。
- 弟： ザイド・イブン・フサイン（英語版）
- 子女： タラール1世ほか